# 管理式醫療護理
在美國，管理式醫療護理（英語：managed care）或者管理式醫療衛生（英語：managed healthcare）描述的是一群活動的組合，用來降低營利性醫療衛生服務以及醫療保險兩者的成本，而同時又能提高護理的品質（“管理式醫療護理技術”的品質）。自1980年代初期實施以來，這種方式已成為提供和接受美國醫療衛生的基本專有系統，並且在很大程度上並未受到 2010年患者保護與平價醫療法案（PPACA，或稱ACA）的影響。

.....目的是透過各種機制以減少不必要的醫療照顧成本，包括：提供激勵措施、促使醫生和患者選擇成本更低的醫療方式、對特定服務的醫療必要性做審查、提高保險受益人的費用分擔、對住院人數和住院期間做控制、為門診手術制定分攤費用的激勵措施、精選及聘用醫療衛生提供者、以及對高成本醫療案件的仔細管理。這些計劃可透過不同的機構來提供，譬如說健康維護組織（HMO），還有優選醫療組織（PPO）。

《1973年健康維護組織法》頒布之後，管理式醫療護理在美國受到推動及增長。管理式醫療護理的技術是由HMO所首創，但現在已被各種私人醫療保險計劃所採用。目前在美國，管理式醫療護理幾乎無處不在，但由於這種方法在控制醫療衛生費用的總體目標方面，成果好壞參半，因此引起爭議。有關管理式醫療護理對美國醫療服務的總體影響，支持者和批評者表達截然不同的意見，在已開發國家中，美國醫療衛生服務在品質上名列前茅，但在獲取、效率、和公平三項卻是排名墊尾。

## 歷史
普林斯頓大學的社會學及公共事務教授保羅·斯塔爾博士在對美國醫療衛生體系的分析（著作美國醫學的社會轉型）中說，尼克森總統在"健康維護組織之父"-保羅·艾爾伍德的輔佐下，是美國首位主流政治領導人採取有步驟的措施，把美國醫療衛生從長期的非營利營運模式，轉變為由保險業推動的營利模式。在國會通過《1973年健康維護組織法》之後， HMO快速發展，這是第一種管理式醫療護理的模式。

### 早期起源
在醫療保險計劃出現之前，患者只能運用自付費用來取得醫療服務。:2在1910至1940年期間，當時醫療保險有兩種模式：論人計酬支付模式（基本上就是HMO模式）和利用預付方式支付給醫療服務提供者，例如“藍十字藍盾協會”。:2最早的案例之中，有1910年在華盛頓州的塔科馬為木材加工廠提供的“預付費用團體保險計劃”。:2藍十字協會在1929年開始和貝勒大學醫學中心推出預付費用計劃，並在接下來的幾十年內推廣到其他醫院。這些保險計劃基本上是彼此獨立，並由各州的醫院和醫師控制，直到1970年代成為非營利組織，然後才轉變為諸如Anthem之類的營利性保險機構:4。

### 1980年代的擴張和抑制成本膨脹
在1980年代後期，管理式醫療護理因為透過減少不必要的住院治療，並迫使醫療服務提供者降低費率，行業變得更有效率和有競爭力，醫療服務價格的上漲受到抑制，這種模式受到廣泛認可。管理式醫療護理計劃和做法隨之在美國激增並迅速普及，但是這種快速的增長卻導致消費者的強烈反對。由於許多管理式醫療護理計劃是由營利性公司所提供，他們成本控制的方式是靠不提供服務來產生利潤。在2004年凱撒家庭基金會所做的一次民意測驗中，大多數受訪者表示，他們相信管理式醫療護理會減少醫生花費在患者身上的時間，讓人在生病後不容易看到專科醫生，反而不能顯著的節省醫療費用。自1997年以來，這些公眾的看法在市場調查中始終維持一致。由於輿論的關係，在1990年代促使將近有900項州的立法受到通過，用來規範管理式醫療護理。
引起強烈反彈的，包括有不滿的患者和消費者權益保護組織，他們認為管理式醫療護理計劃為控制成本，利用拒絕為患者提供必需的服務（甚至是在生命交關的情況下），或者是提供品質低下的服務。批評聲勢浩大，導致許多州立法，要求為這個行業立下運作標準。同時保險公司回應公眾的要求，加上政治壓力，開始提供具有更周全網絡的其他選項-根據一項分析，在1970年至2005年之間，美國消費者直接自付的個人醫療衛生支出比率，從原來的大約40％下降到15％。因此，消費者在此期間雖然遭逢不斷上升的醫療保費，但較低的自付費用也可能鼓勵消費者更多利用醫療衛生服務。目前尚無資料表明使用數量增加-是出於自願購買、或自選購買、還是低收入公民突然獲得基本醫療服務，而造成的結果。

### 1990年代增長與普及
到1990年代後期，美國人均醫療衛生支出重新開始增長，在2002年左右達到高峰。雖然管理式醫療護理要求控制費用，但美國的醫療衛生支出的成長速度仍超過GDP的成長速度，自1970年以來，醫療衛生支出年增長率比GDP快約2.4%。
然而，根據美國保險行業協會的《美國健康保險計劃》，現在有90％的美國醫療保險投保人都登記參加某種形式的管理式醫療護理計劃。《國家管理式醫療護理組織目錄（The National Directory of Managed Care Organizations）》（第七版）包含有5,279多種計劃，其中包括新的以消費者為導向的醫療衛生計劃，還有健康儲蓄帳戶。此外，有26個州與管理式醫療護理組織（MCO）簽訂合同，為老年人和殘疾人士提供長期照護。各州向提供全面護理，並自行承擔管理成本風險的MCO，按照論人計酬支付的方式支付費用。

## 技術
管理式醫療護理最典型的形式是使用醫療衛生提供者的小組或網絡，為登記加入者提供服務。這種集成的系統通常包括以下一項或多項：
- 指定的醫生和醫療機構，被稱為提供者網絡，患者受到要求或是鼓勵去利用[15][16][17][18][19]
- 有正式的使用管理和品質改進計劃，包括疾病管理和病例管理（英语：case management）
- 強調預防醫學，包括工作場所健康維護（英语：Workplace wellness）和患者教育（英语：patient education）

這些技術可應用於網絡型的保險計劃，也可供非網絡型者應用。非網絡型的提供者運用管理式醫療護理，有時被稱為"管理式保障"。

### 成本分擔
保險公司提供的高自付額醫療保險計劃，會激勵消費者選擇更便宜的醫療衛生提供者，並減少醫療衛生使用，以降低成本。
參考價格計劃是另一種分擔費用的方法，用這種方法，醫療保險公司只支付一定金額，而任何超出部分都由患者自付。

### 提供者網絡
像聯合健康集團這樣的保險機構會定期與提供者進行合同談判；合同經常有終止的可能。備受矚目的合同糾紛會發生在全國性的提供者網絡身上，例如在2018年，聯合健康集團與一家主要的急診室醫生集團Envision Healthcare之間的糾紛。
維護最新的醫療衛生提供者目錄有其必要，因為聯邦醫療保險和聯邦醫療補助服務中心（CMS）可對目錄過時的保險公司處以罰款。聯合健康集團要求提供者，根據它們加入時的約定，主動把變更通知聯合健康集團，但聯合健康集團還備有專業驗證推廣計劃（Professional Verification Outreach），會主動向提供者要求更新的訊息。而服務提供者也必須維護與其他保險機構的聯繫資訊（例如，與聯合健康集團類似的其他保險集團）。維護這些目錄所花費的總成本估計每年要花21億美金，因此業者於2018年開始引進區塊鏈，讓目錄能夠共享，以節約複雜的維護成本。
當患者從網絡外的醫生獲得醫療護理時，可能會有差額收費發生（如果醫療保險報銷的金額不足，患者必須支付差額）；這在急診或住院護理中尤為常見，在這種情況下，患者可能不會被告知提供者並不在同一網絡之內。

### 使用管理
使用管理（UM）或稱使用審查（utilization review）是指使用管理式醫療護理技術，例如事先授權，讓付款人可在提供醫療福利之前，利用循證標準或準則去評估服務的適當性，以便管理成本。UM標準是醫療指南，可在醫療機構內部制定，也可從供應商處獲取，然後加以調整，以適合當地條件。兩種常用的UM標準框架是McKesson InterQual標準和MCG（之前稱為Milliman Care Guidelines）。

### 法律訴訟
在21世紀，商業保險付款人逐漸多次運用針對醫療衛生提供者的訴訟來打擊所謂的詐欺，或者是濫用的行為。這樣的例子包括安泰人壽與一組外科手術中心之間的網絡外超額收費事件訴訟，以及利用轉診收取回扣，最終安泰人壽獲得3,700萬美元的賠償。在安泰人壽從事訴訟的同時，其他醫療保險機構也進行類似的訴訟。

## 管理式醫療護理組織
提供管理式醫療護理的組織有多種樣貌，不同的組織的業務模式略有不同。有些組織由醫師組成，而另外有由醫師、醫院、加上其他醫療衛生提供者所組成。常見的組織架構如下：
- 醫師群合作組合（Group practice without walls）[29]
- 獨立執業醫師/機構協會（英语：Independent practice association）
- 外包管理服務組織（英语：Management services organization）
- 醫師管理行政外包管理公司（Physician practice management company，PPM）[30]

### 美國管理式醫療護理行業
請參考英文版中Health insurance (major medical insurance)部分
截至2017年，最大的商業醫療保險機構有安泰人壽、Anthem、信諾、Health Care Service Corp、聯合健康集團、和Centene Corporation。截至2017年，美國有907家醫療保險機構，排名前10名的約佔總收入的53％，而排名在前100名的佔收入的95％。:70
較小型的區域性或者新的保險機構如Oscar Health、Moda Health、和Premera Blue Cross，也提供類似保險服務。
醫療衛生提供者資助的醫療保險計劃也可組成綜合型服務提供系統；截至2015年，這種機構中最大的是凱撒醫院。
在消費者滿意度方面，凱撒醫院是排名最前的商業醫療保險計劃，在 2018年，另外一項調查的結果，凱撒醫院與保險機構Humana，兩家的排名不分軒輊。
截至2017年，聯邦醫療補助（Medicaid）和聯邦醫療保險（Medicare）已在私人醫療保險行業佔越來越大的比率，尤其是隨著Medicare優惠計劃的興起。截至2018年，三分之二的Medicaid受益者都是經由私營保險公司管理，而私營保險公司為這種管理收取固定的費用。這些管理可能包括某種按績效計算報酬的設計；此外，可以根據當地人口健康的統計數據對簽約公司作評估，例如加利福尼亞州的Medi-Cal（負責管理加州的Medicaid計劃），這個機構就責成與它簽約的保險公司要改善享有加州Medicaid 民眾的健康。

## 管理式醫療護理機構的類型
類型有幾種。它們運作方式從嚴格到較為寬鬆，包括有：

### 健康維護組織（HMO）
保羅·艾爾伍德博士在1960年代他發表的"健康維護策略"中提出這項建議，HMO概念由尼克森總統政府推廣，用來解決不斷上漲的醫療衛生費用問題，並通過《1973年健康維護組織法》。根據這項法案，經過聯邦核准的HMO將以收會員費（類似保費）的方式，讓會員可到HMO僱用的醫生、醫生網絡、或者包括醫院在內的設施，接受醫療照顧。HMO獲得政府特許進入市場，並接受聯邦發展資金的補助。
HMO是在州一級根據稱為授權證書（certificate of authority，COA）的許可證而設立，不是根據保險法獲得許可。1972年，美國全國保險專員協會內部通過一項《 HMO示範法》，目的是為美國各州提供一種示範監管框架，用於授權建立HMO和監督這種組織的運作。HMO在施行的時候，是一個協調的服務提供系統，為加入者同時提供財務以及醫療服務。在設計中，每個HMO的成員都是一個"守門人"，負責為分配到的加入會員提供初級照護醫師（PCP）做醫療照顧。如有需要，PCP會轉介給專科醫生。非急診的入院也需要經過PCP的同意。通常，如果服務不是由HMO的僱員提供，或者由HMO批准，HMO不會支付費用，但急診情況屬於例外。
在不是急診情況下，卻使用到急診服務，HMO為此所做的經濟制裁曾經是一個問題，但是現在使用經過仔細推敲，簡單易懂的語言，把適用於急診服務條件說明清楚之後，就很少發生處罰的情況。
自1980年代以來，根據1974年僱員退休所得安全法（ERISA）及其對州普通法侵權訴訟（與“僱員福利計劃”相關）的廣泛影響，通過私人雇主醫療保險計劃管理福利的HMO受到聯邦法律的保護，免受醫療事故訴訟，理由是有關HMO對於患者醫療護理的決定，在本質上屬於行政性，而不屬於醫療性。請參見安泰人壽訴Davila案中“信諾訴Calad（Cigna v. Calad 2004）”的章節。

### 獨立執業醫師/機構協會（IPA）
IPA是與一組醫生/機構簽約為HMO會員提供服務的法律實體。最常見的是這些醫生收到根據論人計酬付費方式的支付，在這種情況下，分配給個別醫生或一組醫生的會員，按照會員人數收取固定費用，不論會員是否尋求醫療護理。這類合同通常並非排他性，同樣的醫生或團隊可以與多個 HMO簽訂合同。參與IPA的醫師通常還為不屬於HMO的患者服務，用按服務收費的方式計費。
IPA通常設有一個理事會，來推動最佳實踐的做法。

### 優選醫療組織（PPO）
醫療衛生提供者可與優選醫療組織簽約，而不是與各保險公司和第三方管理機構簽約。參加的會員患者從與組織合作的特定專科醫生接受服務所發生的費用，比這些專科醫生的標準收費標準低了許多。這個組織是向使用到它們網絡的保險公司收取使用費。
使用此類計劃，與具有共付額費用分擔功能的HMO計劃不同，PPO通常並沒共付額，但具有自負額和共同保險兩者的特性。在提供任何理賠之前，自負額必須全額支付。支付自負額之後，共同保險的福利開始適用。如果PPO計劃是80％的共同保險計劃，自負額為 1,000美元，則患者需要支付的最高金額為1,000美元。剩下的其他費用由保險公司支付80％，而患者將支付剩餘的20％。患者或保險公司不支付超出明訂的費用，而是由醫生以折扣價的方式自己沖銷。
由於患者支付保險費用中"第一筆錢"的大部分，因此PPO的費率是最便宜的保險類型。

### 服務點（POS）
POS計劃包含上述每個計劃的某些功能。POS計劃的成員在使用服務的當時才會決定要用到哪個系統。
使用這樣計劃的時候，隨著患者更多的利用到管理式醫療護理以外的功能，POS計劃的患者就需支付更高的費用。例如，如果患者在提供者網絡內尋求轉介，以用到專科醫師的服務，他們可能只會支付共付額。但是，如果他們不尋求推薦，而使用網絡外服務提供者，他們將必須支付更多的費用。
與標準的HMO相比，POS計劃變得越來越普及，它們有更多的彈性和選擇自由。

### 私人按服務收費（PFFS）
醫療保險基本上有兩種類型：按服務收費（補償），還有管理式醫療護理。為滿足客戶的不同需求，保單的設計可能會從低成本到包羅多項，依照消費者需求、偏好、以及預算做決定。按服務收費是一種傳統的醫療保險的保單：保險公司為被保險人接受的每項服務支付給醫事人員。不同的保險計劃給予消費者在醫生和醫院方面有廣泛的選擇。
按服務收費有基本和主要的醫療保障類別。基本保障覆蓋住院病房、醫院服務、護理和用品費用、醫院內外的手術費用、以及醫生看診費用。主要保障涵蓋嚴重疾病和受傷的費用，這些病症通常需要長時間的治療，加上康復期。基本醫療保險和主要醫療保險的總和被稱為綜合醫療保險計劃。有些服務並未被覆蓋。

### 補償性保險計劃中的管理式醫療護理
現在，許多"傳統"（或稱"補償性"）的醫療保險計劃都包含一些管理式醫療護理的功能，例如非急診入院的預先許可以及使用管理（使用審查）。這樣的保險計劃有時被稱為"管理式補償保險"計劃。

## 影響
關於管理式醫療護理所產生的總體影響，仍存有廣泛的爭議。支持者認為，它提高效率，改善總體標準，並導致對關聯和品質有更好的理解。他們說，護理成本與品質之間並沒一致和直接的關聯，並指出在2002年Juran顧問公司的一項研究估計，由過度使用（即不必要的醫療照顧）、濫用、和浪費，所造成的"劣質成本"佔美國全部醫療衛生支出的30%。新興的循證醫學方法正被運用來確定，看是否低成本藥物可能實際上更會有效。
批評管理式醫療護理的人認為，這種"以營利為目的"的醫療護理是種不成功的衛生政策，因為它導致高昂的費用（某些最大的HMO的間接費用增加高達25-33％），導致未有醫療保險覆蓋者的數量增加、醫療衛生提供者退出、並降低品質（在國家品質保證委員會（NCQA）的14個品質指標中，全數降級）。
最常見的管理式醫療護理支付方式-論人計酬付款，把醫療衛生提供者置於微型醫療保險公司（通常適用於發展中國家）的角色，承擔管理患者未來不可知醫療費用的責任。像個人消費者一樣，小型保險公司的年度費用波動比大型保險公司為高。"專業護理人員保險風險"這個名詞標明醫療保險效率低下的情況，這種效率低下是因為風險轉移給醫療衛生提供者，而醫療服務提供者必須在接受論人計酬付款的同時，還要購買保險來覆蓋自己的風險。
正如湯瑪斯·考克斯（Thomas Cox）在2006年所說，如果讓管理式醫療護理組織相對於保險公司，沒有價格上的競爭力，它們就無力為醫療服務提供者的風險提供充分的補償。 湯瑪斯·考克斯在他2010的作品（Legal and Ethical Implications of Health Care Provider Insurance Risk Assumption）中說，規模較小的保險公司比大型保險公司具有較低的合理利潤，比大型保險公司有較高的損失概率，能為受保人提供的福利較低，並且有較高的盈餘的要求。所有這些影響都不利於提供者自身承擔風險。

## 績效評估
隨著管理式醫療護理的普及，醫療衛生品質成為一個重要的課題。《1973年健康維持組織法》包括一項自願的 "聯邦資格認證"計劃，這項計劃廣受歡迎，但隨著時間過去，這一角色大部由國家品質保證委員會（NCQA）接管，NCQA於1991年開始做認證的工作。:19認證通常是因為雇主的期望或要求而做。:19醫療有效性數據和資訊彙整（HEDIS）是一套重要的衡量標準，美國各州和Medicare通常都要求根據它作報告；:19截至2017年，HEDIS收集的資料涵蓋到受保人計劃的81%。
績效評估可能會增加醫生的工作負擔；截至2017年，估計美國有900項績效評估，其中HEDIS佔81項，醫療衛生提供者用到電子健康記錄和手動數據輸入方式來製作數據。
除了NCQA，其他參與品質保證的組織包括醫療機構認證聯合委員會、使用審查認證委員會、醫師績效改進組合（Physician Consortium for Performance Improvement ，PCPI）、和美國醫療保健研究與質量局，這些組織之間會利用國家品質論壇進行協調。
在2006年和2007年，利用HEDIS指標針對Medicare優惠和Medicare按服務收費計劃的兩者間作比較報告，結論是各有優劣。

## 非管理式醫療護理
從1990年代即存在的法國醫療系統被稱為"非管理式"的系統，患者可自行選擇服務提供者，而無需像在美國一樣需要有網絡，並要進行使用審查。